# Mundy
Pour les articles homonymes, voir Mundy (homonymie).
Mundy, de son vrai nom Edmund Enright, né le 12 février 1976  à Birr (Irlande), est un auteur-compositeur-interprète irlandais.

## Biographie

### Famille
Mundy naît le 12 février 1976 à Birr, dans le comté d'Offaly en Irlande.
Il est le cousin de Olwyn Enright, Teachta Dála du Fine Gael, ainsi que le neveu du TD et sénateur Tom Enright.

### Carrière
En 1996, Mundy a lancé son premier album, Jellylegs, sur Epic Records. L'album incluait la chanson To You I Bestow, qui figure sur la trame sonore du film Roméo + Juliette de Baz Luhrmann.
En 2000, Epic Records mis fin au contrat avec Mundy juste avant l'enregistrement de son deuxième album, The Moon is a Bullethole. Même si un maxi de quatre pistes de cet album fut vendu, la plupart des chansons furent reprises dans 24 Star Hotel, sorti en 2002.
24 Star Hotel fut vendu sous Camcor Records, une compagnie fondée par Mundy, aidé par les redevances de la trame sonore de Roméo + Juliette. Camcor Records est nommé d'après la rivière Camcor, un site de pêche populaire dans la ville de Birr. L'album comprend la chanson July, une ode aux joies de l'été irlandais et qui est devenu l'un des classiques de l'artiste.
En 2003, Mundy contribua à l'album Seed d'Afro Celt Sound System et à Even Better than the Real Thing Vol. 1 avec un reprise de la chanson de Shakira Whenever, Wherever, avec pour seule différence les deux mots inversés dans le titre.
En mai 2004, Mundy a lancé son troisième album, Raining Down Arrows, qui devint le meilleur vendeur en Irlande. L'album est maintenant certifié platine.